# Elitserien i speedway 2007
Elitserien i speedway 2007 kördes 1 maj-4 september 2007. Efter slutrundorna stod Dackarna från Målilla som svenska mästare.

## Grundserien
Grundserien kördes 1 maj-4 september 2007.
| Pos | Klubb       | Matcher | Vinster | Oavgjorda | Förluster | Poäng + | Poäng - | Poängskillnad | Lagpoäng |
| --- | ----------- | ------- | ------- | --------- | --------- | ------- | ------- | ------------- | -------- |
| 1   | Västervik   | 18      | 16      | 0         | 2         | 948     | 778     | 170           | 40       |
| 2   | Hammarby    | 18      | 11      | 4         | 3         | 936     | 779     | 160           | 35       |
| 3   | Dackarna    | 18      | 12      | 1         | 5         | 955     | 773     | 182           | 31       |
| 4   | Vetlanda    | 18      | 11      | 0         | 7         | 919     | 805     | 114           | 28       |
| 5   | Masarna     | 18      | 11      | 0         | 7         | 852     | 876     | -24           | 26       |
| 6   | Piraterna   | 18      | 9       | 2         | 7         | 893     | 834     | 59            | 25       |
| 7   | Rospiggarna | 18      | 9       | 1         | 8         | 872     | 855     | 17            | 23       |
| 8   | Smederna    | 18      | 3       | 0         | 15        | 755     | 959     | -204          | 8        |
| 9   | Kaparna     | 18      | 2       | 1         | 15        | 706     | 1018    | -312          | 5        |
| 10  | Indianerna  | 18      | 1       | 1         | 16        | 783     | 942     | -159          | 4        |

Pos = Position; S = Spelade matcher; V = Vunna matcher; O = Oavgjorda matcher; F = Förlorade matcher;
 PF = Poäng för laget i matcher; PM = Poäng mot laget i matcher; PSK = Poängskillnad för laget i matcher; P = Poäng
|  |                        |
|  | Klara för slutomgångar |
|  | Nedflyttade            |

## Slutrundor

### Kvartsfinaler
- 11 september 2007: Vetlanda-Masarna 53-43
- 11 september 2007: Piraterna-Dackarna 45-51
- 18 september 2007: Masarna-Vetlanda 50-45
- 20 september 2007: Dackarna-Piraterna 57-39

### Semifinaler
- 25 september 2007: Hammarby-Dackarna 43-53
- 26 september 2007: Dackarna-Hammarby 59-37
- 26 september 2007: Västervik-Vetlanda 56-40
- 27 september 2007: Vetlanda-Västervik 48-48

## Finaler
- 2 oktober 2007: Dackarna-Västervik 53-43
- 3 oktober 2007: Västervik-Dackarna 51-45